# Benoît IV
Pour les articles homonymes, voir Benoît.
Benoît IV, né à Rome et fils d'un certain Mammolus, fut ordonné par Formose et compte parmi les formosiens (partisans du pape Formose). Il fut le 117e pape de début février 900 à fin juillet 903.

## Pontificat
Le pontificat de Benoît IV aura duré 3 ans et 6 mois. Il gouverna avec beaucoup de sagesse, mais ne put, malgré ses efforts, corriger la dépravation des mœurs. Le chroniqueur Flodoard loue sa générosité envers les pauvres. Il couronna Empereur d'occident Louis III l'Aveugle, roi d'Italie.

## Source
Cet article comprend des extraits du Dictionnaire Bouillet. Il est possible de supprimer cette indication, si le texte reflète le savoir actuel sur ce thème, si les sources sont citées, s'il satisfait aux exigences linguistiques actuelles et s'il ne contient pas de propos qui vont à l'encontre des règles de neutralité de Wikipédia.